# Francesc de Paula Poudevida
Metge. Nasqué a Vic l'any 1812. Exercí com a metge titular a San Hilari Sacalm, on morí l'any 1896. Va ser un dels capdavanters en ressaltar les virtuts medicinals de les aigües de Sant Hilari Sacalm.